# 杜利貝 (赫拉博韋茨-杜利貝市鎮)
49°13′50″N 23°49′0″E / 49.23056°N 23.81667°E
杜利贝（羅馬化：Duliby）是烏克蘭西部利沃夫州斯特雷區赫拉博韦茨-杜利贝市镇内的村落及其行政中心。始建於1463年，面積25.2平方公里，海拔高度305米，2001年人口3,671，人口密度每平方公里145.67人。